# IIHF Challenge Cup of Asia 2015
IIHF Challenge Cup of Asia 2015 se uskutečnil ve dvou turnajích rozdělených podle výkonnosti stejně jako v předchozím roce, přičemž byl uplatněn systém postupu a sestupu jednoho celku mezi nimi na základě výsledků předchozího ročníku. Z elitní skupiny se odhlásil pátý celek předchozího ročníku Hongkong, který nadále už dal před IIHF Challenge Cup of Asia přednost mistrovství světa a tak se elitní skupina odehrála jen v pěti účastnících.

## Elitní skupina
Turnaj výkonnostně nejvyšší elitní skupiny se konal od 14. do 18. března 2015 v Annex Ice Rink v Tchaj-peji na Tchaj-wanu. Turnaje se zúčastnilo pět mužstev, která spolu hrála v jedné skupině každé s každým. Vítězství si připsali hráči Tchaj-wanu před hráči Spojených arabských emirátů a hráči Mongolska. Do divize I sestoupilo Macao.

### Tabulka
|    |                         | Tchaj-wan | SAE   | Mongolsko | Thajsko | Macao | V     | VP    | PP    | P     | VG    | OG    | B     |
| 1. | Tchaj-wan               | ***       | 5:4   | 8:2       | 9:0     | 30:0  | 4     | 0     | 0     | 0     | 52    | 6     | 12    |
| 2. | Spojené arabské emiráty | 4:5       | ***   | 6:1       | 5:2     | 7:0   | 3     | 0     | 0     | 1     | 22    | 8     | 9     |
| 3. | Mongolsko               | 2:8       | 1:6   | ***       | 6:2     | 8:1   | 2     | 0     | 0     | 2     | 17    | 17    | 6     |
| 4. | Thajsko                 | 0:9       | 2:5   | 2:6       | ***     | 4:1   | 1     | 0     | 0     | 3     | 8     | 21    | 3     |
| 5. | Macao                   | 0:30      | 0:7   | 1:8       | 1:4     | ***   | 0     | 0     | 0     | 4     | 2     | 49    | 0     |
| —  | Hongkong                | [ 2 ]     | [ 2 ] | [ 2 ]     | [ 2 ]   | [ 2 ] | [ 2 ] | [ 2 ] | [ 2 ] | [ 2 ] | [ 2 ] | [ 2 ] | [ 2 ] |

## Divize I
Turnaj výkonnostně nižší skupiny nazvaný divize I podle vzoru mistrovství světa se konal od 18. dubna do 24. dubna 2015 v hale Ice Skating Rink ve stejnojmenném hlavním městě Kuvajtu. Turnaje se zúčastnilo šest mužstev, která spolu hrála v jedné skupině každé s každým. Zvítězilo družstvo Kuvajtu a spolu s ním si postup do elitní skupiny zajistil i druhý Singapur.

### Tabulka
|     |            | Kuvajt | Singapur | Kyrgyzstán | Omán | Malajsie | Indie | V | VP | PP | P | VG | OG | B  |
| 6.  | Kuvajt     | ***    | 5:3      | 9:3        | 5:0  | 1:0      | 10:2  | 5 | 0  | 0  | 0 | 30 | 8  | 15 |
| 7.  | Singapur   | 3:5    | ***      | 4:2        | 12:3 | 4:1      | 13:0  | 4 | 0  | 0  | 1 | 36 | 11 | 12 |
| 8.  | Kyrgyzstán | 3:9    | 2:4      | ***        | 7:3  | 6:5      | 9:1   | 3 | 0  | 0  | 2 | 27 | 22 | 9  |
| 9.  | Omán       | 0:5    | 3:12     | 3:7        | ***  | 8:7      | 6:5   | 0 | 2  | 0  | 3 | 20 | 36 | 4  |
| 10. | Malajsie   | 0:1    | 1:4      | 5:6        | 7:8  | ***      | 16:4  | 1 | 0  | 1  | 3 | 29 | 23 | 4  |
| 11. | Indie      | 2:10   | 0:13     | 1:9        | 5:6  | 4:16     | ***   | 0 | 0  | 1  | 4 | 12 | 54 | 1  |